# Борислав Терзић
Борислав Терзић (Власеница, 1. новембра 1991) бивши је српски фудбалер.

## Каријера
Терзић је своју сениорску каријеру започео у редовима београдске Локомотиве, наступајући као бонус играч у београдској зони. Потом је наступао за БАСК и Земун, постигавши 2 поготка у првом делу сезоне 2012/13. у српској лиги Београд. Почетком 2013. приступио је тадашњем суперлигашу Доњем Срему, где се задржао до краја сезоне. Затим је прешао у грузијски Зестафони код тренера Ратка Достанића. Каније се вратио у Србију и приступио ужичкој Слободи. Током сезоне 2014/15, Терзић је наступао за Раднички из Крагујевца, а затим и за Вождовац наредне сезоне. Лета 2016, потписао је двогодишњи уговор са Јавором из Ивањице. У јануару 2018. године, прешао је у Слободу из Тузле. Годину дана касније се враћа у Србију, и потписује за суперлигаша Земун. У јулу 2019. поново постаје становник Тузле, али овога пута потписује за Тузлу Сити. У овом клубу је провео једну полусезону, након чега је дошло до споразумног раскида уговора. Једну полусезону провео је у редовима Звијезде 09, а затим је приступио крушевачком Трајалу. Одатле је лета 2022. отишао у Слободу из Доњег Товарника, члана Војвођанске лиге Југ.

## Трофеји и награде
Трајал
- Српска лига Исток: 2021/22.[19]